# Mohamed Abrouk (officier)
Pour les articles homonymes, voir Mohamed Abrouk.
Mohamed Abrouk est un officier marocain. 

## Biographie
Né d'un père cultivateur et issu d'un milieu modeste, il étudie au collège d'Azrou. Il est promu lieutenant-colonel en 1968. Lors de la guerre du Sahara occidental, alors colonel-major, il est nommé commandant de la zone du Sahara en remplacement du colonel Bennani en mars 1979. En janvier 1980, il prend la direction du groupement Zellaka,, qui, inexpérimenté, sera mis en déroute en mars 1980 lors de l'opération Iman. Il est remplacé par Ahmed Dlimi de son poste de commandant de la zone sud en mars 1980. En mai 1980, il dirige les forces marocaines lors de la seconde bataille de l'Ouarkziz, qui dégage la garnison de Zag. Il est mis a la retraite en 1995. Il meurt en Janvier 2000 à Paris des suites d'une longue maladie. Conformément aux instructions de Sa Majesté le Roi Mohamed VI, le corps du défunt est rapatrié, de grand obsèques militaire lui ont été rendu et fut enterré au cimetière des martyrs à Rabat .[réf. nécessaire]